# Biclavigera deterior
Biclavigera deterior es una especie de polilla perteneciente a la familia Geometridae. La especie fue descrita por primera vez por el entomólogo inglés Louis Beethoven Prout en 1916, y se puede encontrar distribuido en Sudáfrica. El holotipo de la especie fue descrita en las faldas de la cordillera Roggeveld, a 5 millas (8 km) de Beaufort West, de la provincia del Cabo Septentrional.